# Die Peitsche (1961)
Die Peitsche (Originaltitel: The Frightened City) ist ein britischer Kriminalfilm von Regisseur John Lemont aus dem Jahr 1961 mit Herbert Lom, John Gregson, Yvonne Romain und Sean Connery in den Hauptrollen. Produziert wurde der Film von der Firma Zodiac Productions.

## Handlung
London im Jahr 1961: Die Hauptstadt von England ist eine gewalttätige Stadt. Gangster kontrollieren die Straßen des West End und zwielichtige Schutzgeldpatrone haben das Sagen, bis der rücksichtslose Buchhalter Waldo Zhernikov die sechs großen rivalisierenden Londoner Banden zu einem einzigen großen Gangster-Konsortium organisiert. Das öffentliche Gesicht des Syndikats ist der skrupellose Nachtclubbesitzer Harry Foulcher, der den Frauenhelden und Ex-Einbrecher Paddy Damion beschäftigt.
Als das Syndikat mit Erpressung und Schlägern in neue Bereiche und Bezirke vorstoßen will, lehnt einer der Gangster den Plan ab und wird umgehend von Foulcher ermordet. Damion, ein Freund des Getöteten, schwört Rache. Er verpflichtet sich, Informationen an die Polizei weiterzuleiten, trotz Drohungen, die sich gegen das Leben seines besten Freundes und Ex-Partners Wally richten. Es kommt zur blutigen finalen Konfrontation mit Foulcher, Zhernikov und dem Syndikat.

## Kritiken
„Der - mäßig spannend erzählte - Alleingang eines Bandenmitglieds gegen ein Londoner Gangstersyndikat.“

## Produktionsnotizen
Der Tonschnitt stammt von Allan Sones, die Kostüme lieferte Laura Nightingale, die Bauten schuf Maurice Carter. Freddie Williamson sowie Joyce James zeichneten für Masken und Frisuren verantwortlich. Die Filmproduktionsleitung hatte Clifton Brandon. Drehorte des Films waren die Shepperton Studios, Shepperton, Surrey in England.